# Little Loch Broom
Little Loch Broom är en vik i Storbritannien.   Den ligger i kommunen Highland och riksdelen Skottland, i den norra delen av landet, 800 km nordväst om huvudstaden London.